# Cantonul Écouché
Cantonul Écouché este un canton din arondismentul Argentan, departamentul Orne, regiunea Basse-Normandie, Franța.

## Comune
| Comune                 | Populație (1999) | Cod poștal | Cod INSEE |
| ---------------------- | ---------------- | ---------- | --------- |
| Avoine                 | ...              | 61150      | 61020     |
| Batilly                | ...              | 61150      | 61027     |
| Boucé                  | ...              | 61570      | 61055     |
| La Courbe              | ...              | 61150      | 61127     |
| Écouché                | ...              | 61150      | 61153     |
| Fleuré                 | ...              | 61200      | 61170     |
| Goulet                 | ...              | 61150      | 61194     |
| Joué-du-Plain          | ...              | 61150      | 61210     |
| Loucé                  | ...              | 61150      | 61236     |
| Montgaroult            | ...              | 61150      | 61285     |
| Rânes                  | ...              | 61150      | 61344     |
| Saint-Brice-sous-Rânes | ...              | 61150      | 61371     |
| Saint-Ouen-sur-Maire   | ...              | 61150      | 61441     |
| Sentilly               | ...              | 61150      | 61468     |
| Serans                 | ...              | 61150      | 61470     |
| Sevrai                 | ...              | 61150      | 61473     |
| Tanques                | ...              | 61150      | 61479     |
| Vieux-Pont             | ...              | 61150      | 61503     |